# ۵۳ بره
۵۳ بره یک ستاره است که در صورت فلکی برج حمل قرار دارد.